# Financial Reporting Council
Der Financial Reporting Council ist eine halbstaatliche unabhängige Standardisierungsbehörde für Corporate Governance im Vereinigten Königreich und Irland. Er ist insbesondere für die Veröffentlichung des UK Corporate Governance Code bekannt, darüber hinaus wurden Anforderungen an die Berichterstattung sowie die Arbeit von Wirtschaftsprüfern und Aktuare formuliert. Im März 2019 wurde bekannt, dass der FRC aufgelöst wird und durch eine neue Behörde, die Audit, Reporting and Governance Authority ersetzt werden soll.

## Hintergrund
Der 1990 gegründete Financial Reporting Council ist privatwirtschaftlich als Private Company limited by guarantee organisiert. Das FRC hat gemäß den Statuten der Organisation insbesondere die Aufgabe, die Ordnungsmäßigkeit der Finanzberichterstattung zu fördern und deren qualitative Weiterentwicklungen zu unterstützen. Hierzu hat die Organisation verschiedene Räte eingerichtet, die sich mit den einzelnen Themenblöcken auseinandersetzen.

### Organisationsstruktur
Ende 2011 wurde ein Konsultationsverfahren zur Reform des FRC angestoßen, das im Januar 2012 abgeschlossen wurde. Im März 2012 wurde der finale Bericht veröffentlicht. Mit dieser Reform wurde die Struktur der Organisation abgeändert.
Das FRC-Board wird seit der Reform von drei Komitees unterstützt. Neben dem Executive Committee sind dies das Codes and Standards Committee und das Conduct Committee. Die beiden letzteren unterteilen sich zudem in den Accounting Council, Actuarial Council und den Audit and Assurance Council beziehungsweise Monitoring Committee und Case Management Committee. Diese erarbeiten im Wesentlichen die Standards, die vom FRC-Board erlassen werden.

### Aufgaben

#### Accounting Council
Der Rat ist zuständig für die Entwicklung von Standards für die Bilanzierung und Finanzberichterstattung im Vereinigten Königreich. Hierzu werden Praktiker, Anwender und Akademiker in die Konsultationen einbezogen. Zudem ist der Rat zuständig für die Teilnahme an Konsultationen zu internationalen Standards für die Bilanzierung und Finanzberichterstattung.
Der Rat konstituiert sich aus dem Vorsitzenden und bis zu elf weiteren Mitgliedern, die sich satzungsgemäß mindestens hälftig aus Praktikern zusammensetzen. Die Mitglieder werden vom Codes and Standards Committee festgelegt.

#### Actuarial Council
Seit 2005 ist der Financial Reporting Council als unabhängige Instanz für die Überwachung der Aktuare im Vereinigten Königreich und das Erlassen entsprechender technischer Standards zuständig. Hierzu wurde der Rat eingerichtet. Dieser konstituiert sich aus dem Vorsitzenden und bis zu elf weiteren Mitgliedern, die sich satzungsgemäß mindestens hälftig aus Praktikern zusammensetzen. Die Mitglieder werden vom Codes and Standards Committee festgelegt.

#### Audit and Assurance Council
Der Rat ist zuständig für Fragestellungen rund um Themen der Wirtschaftsprüfung und weiterer Prüfungen im Vereinigten Königreich. Hierzu werden Praktiker, Anwender und Akademiker in die Konsultationen einbezogen. Zudem ist der Rat zuständig für die Teilnahme an Konsultationen zu internationalen Standards für Prüfungsthemen.
Der Rat konstituiert sich aus dem Vorsitzenden und bis zu elf weiteren Mitgliedern, die sich satzungsgemäß mindestens hälftig aus Praktikern zusammensetzen. Die Mitglieder werden vom Codes and Standards Committee festgelegt.

#### Monitoring Committee
Der Rat ist zuständig, um Maßnahmen zu Überwachung der Einhaltung der vom FRC erlassenen Standards. Dies betrifft insbesondere die Einhaltung der rechtlichen Anforderungen an Bilanzierung für öffentliche und größere private Unternehmen sowie Vorgaben für die entsprechende Wirtschaftsprüfung.

#### Case Management Committee
Der Rat entscheidet über Disziplinarmaßnahmen im Falle der Nicht-Einhaltung der vom FRC erlassenen Standards.

## Kingman Review und Auflösung
Im Zuge einiger prominenter Fälle von Unregelmäßigkeiten bei Großunternehmen ordnete die britische Regierung eine Untersuchung der Effektivität des FRC an. Der Untersuchungsbericht kritisierte die fehlende Schlagkraft des FRC an und schlug vor, eine neue Behörde zu gründen, die direkt dem Parlament untersteht. Im März 2019 kündigte die Regierung an, dem Bericht noch im selben Jahr zu folgen.